# Vilske-Kleva socken
Vilske-Kleva socken i Västergötland ingick i Vilske härad, ingår sedan 1974 i Falköpings kommun och motsvarar från 2016 Vilske-Kleva distrikt.
Socknens areal är 43,06 kvadratkilometer varav 42,90 land. År 2000 fanns här 346 invånare. Kyrkbyn Vilske-Kleva med sockenkyrkan Vilske-Kleva kyrka ligger i socknen.

## Administrativ historik
Socknen har medeltida ursprung. Namnet var före 12 april 1889 Kleva socken. Under medeltiden införlivades Sjögerås socken.
Vid kommunreformen 1862 övergick socknens ansvar för de kyrkliga frågorna till Kleva församling och för de borgerliga frågorna bildades Kleva landskommun. Landskommunen uppgick 1952 i Vilske landskommun som 1974 uppgick i Falköpings kommun. Församlingen uppgick 2010 i Floby församling.
1 januari 2016 inrättades distriktet Vilske-Kleva, med samma omfattning som församlingen hade 1999/2000.  
Socknen har tillhört län, fögderier, tingslag och domsagor enligt vad som beskrivs i artikeln Vilske härad. De indelta soldaterna tillhörde Skaraborgs regemente, Vilska kompani och Västgöta regemente, Laske kompani.

## Geografi
Vilske-Kleva socken ligger nordväst om Falköping med dess östra del på Mösseberg och med Rösjön i nordväst. Socknen är i väster en odlad slättbygd med mossar i nordväst och skogsbygd i öster med höjder som når 320 meter över havet.
Socknen gränsar i nordväst till Norra Vånga socken i Skånings härad, i nordost och öster till Bjurums, Ugglums, Östra Tunhems och Friggeråkers socknar i Gudhems härad, samt i syd och sydväst till Marka, Gökhems och Ullene socknar i Vilske härad.  

### Sjögerås
Gården Sjögerås är känd sedan 1366 då namnet skrevs Sioaraas, där sioar är genitiv av fornsvenskans sior (sjö). Namnet kommer möjligen gårdens placering på en ås i närheten till Rösjön, som förr var betydligt större. Under medeltiden hade Sjögerås en egen kyrka. Idag finns inga synliga spår efter denna, men romanska stenkistor, en stavkorshäll med runinskrift (Vg 131), flera skelett och murrester har hittats. Fram till 1949 hade Sjögerås egen folkskola.

### Medeltida gårdar
Ett flertal gårdar i socknen har anor från medeltiden. Anfastorp är känt sedan 1402 då det skrevs i Anfastathorpe och den tidigaste kände ägaren är Nisse Båth, som avled 1492. Backor är känt sedan 1382 då det skrevs ij Bakka. Jonstorp är känt sedan 1436 då det skrevs Ionstorp. Knute är känt sedan 1463 då Knwta qwärn omnämndes. Gården köptes 1687 av Lars Jonsson, häradshövding över Visingsborgs grevskap. 1856 brann gården. Tåstorp är känt sedan 1366 då det skrevs Tostathorp. Törestorp är känt sedan 1366 då det skrevs Thörnisthorp.

## Fornlämningar
I socknen finns fyra stenkammargravar från bondestenåldern, vilka alla ligger på Hässlets och Skattegårdens ägor i södra delen av Vilske-Kleva socken. Den äldsta av dem är en gånggrift från mellanneolitikum (RAÄ-nr Vilske-Kleva 58:1). De andra tre är hällkistor från senneolitikum. Den ena hällkistan är en av Sveriges största hällkistor och finns på Skattegårdens ägor. Den är 13,5 meter lång, men aldrig utgrävd (RAÄ-nr Vilske-Kleva 26:1). Den kallas, enligt Lahrin, Kungsröret, Snörhögen eller Smörhögen och bara 15 m från denna hällkista ska en gavelhålshällkista med måtten 5,7×1,8 grävts ut av Hilding Svensson. Mellan Skattegården och Kleva by finns två gravfält. Det ena gravfältet beståer av en gravhög, 13 runda stensättningar (varav de tre största har en diameter på 13-16 meter) och en domarring bestående av sju klumpstenar (RAÄ-nr Vilske-Kleva 12:1). Det andra gravfältet består av tio stensättningar (varav den största är 13 meter i diameter) och en domarring bestående av nio omkullfallna stenar (RAÄ-nr Vilske-Kleva 14:1).

Uppe på Mössebergs nordligaste del, kallat Stångaberget, finns Mössebergs fornborg, även kallad Träleborg, vilken mäter 400 meter i diameter. Den räknades förr till större delen i grannsocknen Ugglum och hade då beteckningen RAÄ-nr Ugglum 59:1, men har efter gränsförändringar fått beteckningen RAÄ-nr Vilske-Kleva 113:1.

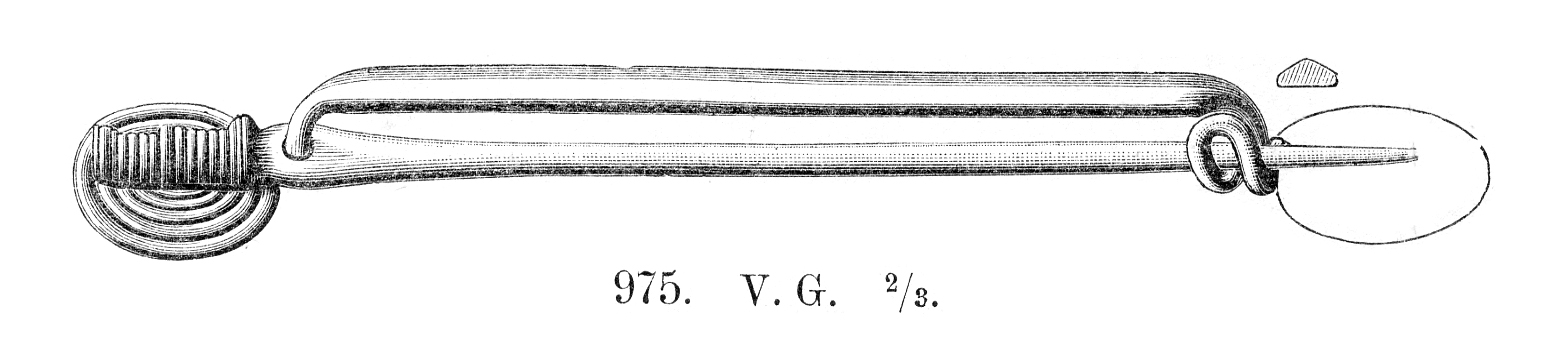
Bronsspänne från Hässlet i Vilske-Kleva socken. Spännet dateras till äldre bronsålder (period II).
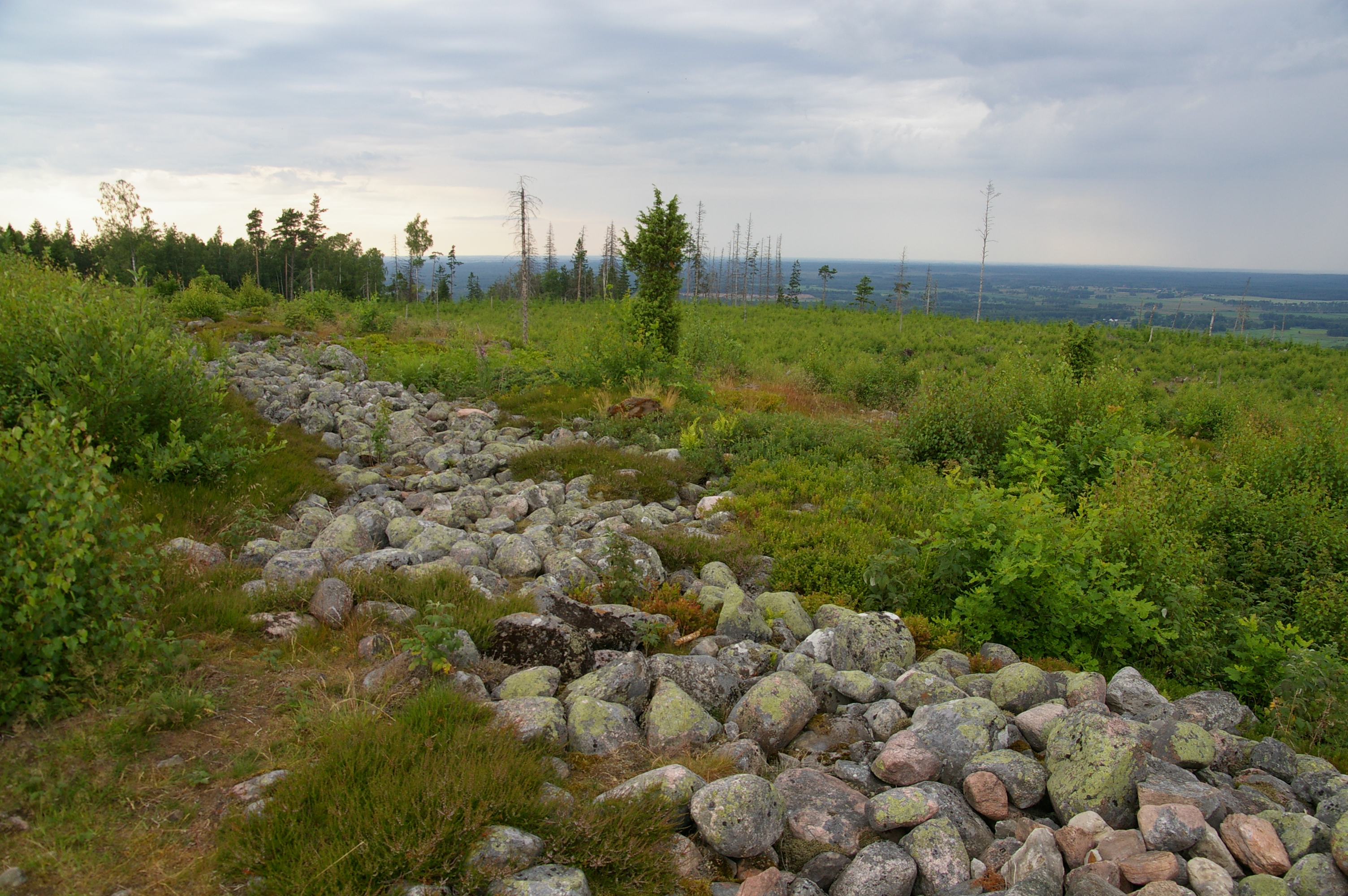
Träleborg eller fornborgen på Stångaberget ligger på den nordligaste delen av Mösseberg på gränsen mellan Vilske-Kleva och Ugglum.

## Namnet
Namnet skrevs 1320 Wilsskæcleuom och kommer från kyrkbyn. Namnet innehåller plural av klev, 'bergsklyfta; trång bergsstig; brant backe eller klippa' och kan syfta på socknens belägenhet nedanför Mösseberg.

## Personer från bygden
- Riksdagsmannen Justus Lindgren (1896-1985) i riksdagens första kammare 1944-1959.
- Konstnären Jalmar Lindgren (1908-1990).
- Riksdagsmannen Einar Setterberg i riksdagens andra kammare 1957-1960.
- Waldemar Jungner, uppfinnare som tidigt utvecklade effektiva batterier, 1869 - 1924.

## Idrott
Idrottsklubben Wilske, vanligen kallad IK Wilske, bildades i Vilske-Kleva 1943.